# (74509) Gillett
(74509) Gillett (1999 FG7) – planetoida z pasa głównego asteroid okrążająca Słońce w ciągu 5,5 lat w średniej odległości 3,11 j.a. Odkryta 22 marca 1999 roku.